# Chosrow Harutjunjan

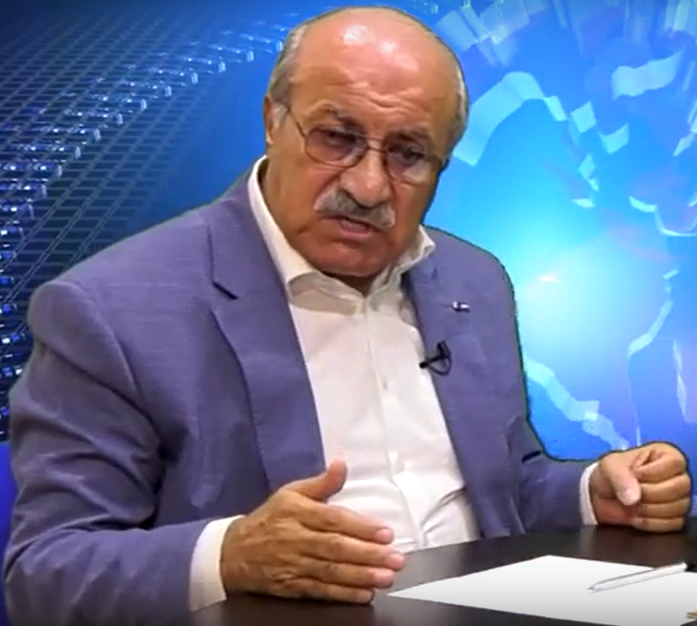
Chosrow Harutjunjan (2021)

Chosrow Melikowitsch Arutjunjan oder Khosrov Haroutiounian (armenisch Խոսրով Մելիքի Հարությունյան, russisch Хосров Меликович Арутюнян, * 30. Mai 1948 in Jerewan, Armenische SSR) ist ein armenischer Politiker. Er diente zwischen dem 30. Juli 1992 und dem 2. Februar 1993 als Ministerpräsident der noch jungen Republik Armenien. Zudem war er Parlamentspräsident der Nationalversammlung.

## Werdegang
Er erhielt 1972 sein Diplom als Maschinenbauingenieur von der Fakultät für Maschinenbau des Jerewaner Polytechnischen Instituts „Karl Marx“ und war anschließend Professor an der Akademie für öffentliche Verwaltung der Armenischen SSR. Ab 1972 arbeitete er im optischen und mechanischen Laboratorium von Bjurakan der Akademie der Wissenschaften der Armenischen SSR und ab 1977 im Sonderkonstruktionsbüro des Instituts für Radiophysik und Elektronik der Akademie der Wissenschaften der UdSSR. 1983 wurde er Produktionsleiter der Produktionsvereinigung Armavto und war von 1983 bis 1986 Direktor der Strickwarenfabrik Aschtarak Trikotak. Anschließend war er bis 1987 Direktor der Strickwarenfabrik von Tscharenzawan, bevor er bis 1990 Vorsitzender des Stadtrates (Bürgermeister) von Tscharenzawan war.
Zwischen 1990 und 1992 war er Abgeordneter des Obersten Rates und von 1990 bis 1991 Mitglied der Nationalversammlung der Republik Armenien. Zwischen 1991 und 1992 war er Vorsitzender des Ständigen Ausschusses für lokale Selbstverwaltung der Nationalversammlung und anschließend des gleichnamigen Ausschusses im Obersten Rat. 1992 war er Mitglied der armenischen OSZE-Delegation, sowie Mitglied der armenischen Delegation in der Minsk-Gruppe der OSZE zur Lösung des Bergkarabach-Problems.
Im August 1992 wurde Harutjunjan Premierminister der damals noch nicht lange unabhängigen Republik Armenien und blieb es bis zum Februar 1993. Daraufhin war er bis 1995 Abgeordneter des Obersten Rates und fungierte in diesem als Sekretär des Ständigen Ausschusses für Finanzen, Kredit und Haushaltsangelegenheiten. Zwischen 1995 und 1999 war er erneut Abgeordneter der Nationalversammlung und wurde Mitglied in dessen Ständigem Ausschuss für Staats- und Rechtsfragen. Zuletzt fungierte er auch von 1998 bis 1999 als Präsident der Nationalversammlung.
Während der Zeit als Parlamentsabgeordneter war er von 1996 bis 1998 zugleich Chefberater des Premierministers (Armen Sarkissjan, dann Robert Kotscharjan). Ab 1997 und bis zum Jahr 2000 war er als Experte für den öffentlichen Dienst und Dezentralisierung für die Vereinten Nationen tätig. Im Jahr 1997 wurde er Leiter einer Arbeitsgruppe für die Ausarbeitung des Konzepts und des Gesetzes über den öffentlichen Dienst der Republik Armenien und war Dozent an der Akademie für öffentliche Verwaltung.
Zwischen 1999 und 2000 diente er als Stellvertretender Premierminister Armeniens unter Premierminister Aram Sarkissjan und war auch Minister für Territorialverwaltung. Von 2000 bis 2002 war er Berater des Präsidenten Robert Kotscharjan und war in dieser Zeit stellvertretender Vorsitzender der staatlichen Kommission für die Organisation der Feierlichkeiten anlässlich des 1700. Jahrestages der Ausrufung des Christentums zur Staatsreligion in Armenien. Von 2008 bis 2012 war er Mitglied des Öffentlichen Rates des Präsidenten Sersch Sargsjan.
Seit 2003 ist er Vorsitzender der Partei Christlich-Demokratische Union Armeniens (CDUA). Als Mitglied dieser Partei gelang ihm über die Teilnahme an der Wahlliste der Republikanischen Partei Armeniens bei der Parlamentswahl in Armenien 2012 erneut der Einzug ins Parlament. Er wurde Mitglied der Republikaner-Fraktion, Mitglied des Ständigen Ausschusses für Finanz-, Kredit- und Haushaltsangelegenheiten und war von 2013 bis 2016 Vorsitzender des Ständigen Ausschusses für Ethik. Bei der Parlamentswahl in Armenien 2017 gelang ihm erneut über die Wahlliste der Republikaner der Wiedereinzug in die Nationalversammlung. Diesmal war er Vorsitzender des Ständigen Ausschusses für wirtschaftliche Angelegenheiten und Mitglied eines Untersuchungsausschusses zur Untersuchung der Tätigkeit der Gas- und Stromversorgungs- und -verteilungssysteme der Republik Armenien, der Rechtfertigung der Gas- und Stromtarife.
Da die Republikaner im Zuge der vorgezogenen Parlamentswahl in Armenien 2018 alle Mandate verloren, endete auch Harutjunjans Mandat vorzeitig.

## Ehrungen und Auszeichnungen
- Movses Khorenatsi-Medaille (2002)
- Goldmedaille Für landwirtschaftliche Errungenschaften des armenischen Landwirtschaftsministeriums (2013)
- Marschall Baghramjan-Medaille des armenischen Verteidigungsministeriums (2014)
- Medaille Für die Stärkung der parlamentarischen Zusammenarbeit (2015) der Organisation des Vertrags über kollektive Sicherheit[2][3]

## Privates
Harutjunjan ist verheiratet und hat zwei Kinder.